# 许坤元
许坤元（1941年—），男，汉族，江苏常熟人，中华人民共和国政治人物，曾任中华人民共和国纺织工业部副部长，中国纺织工业协会副会长，第十届全国政协委员。